# Vojtěch Hačecký

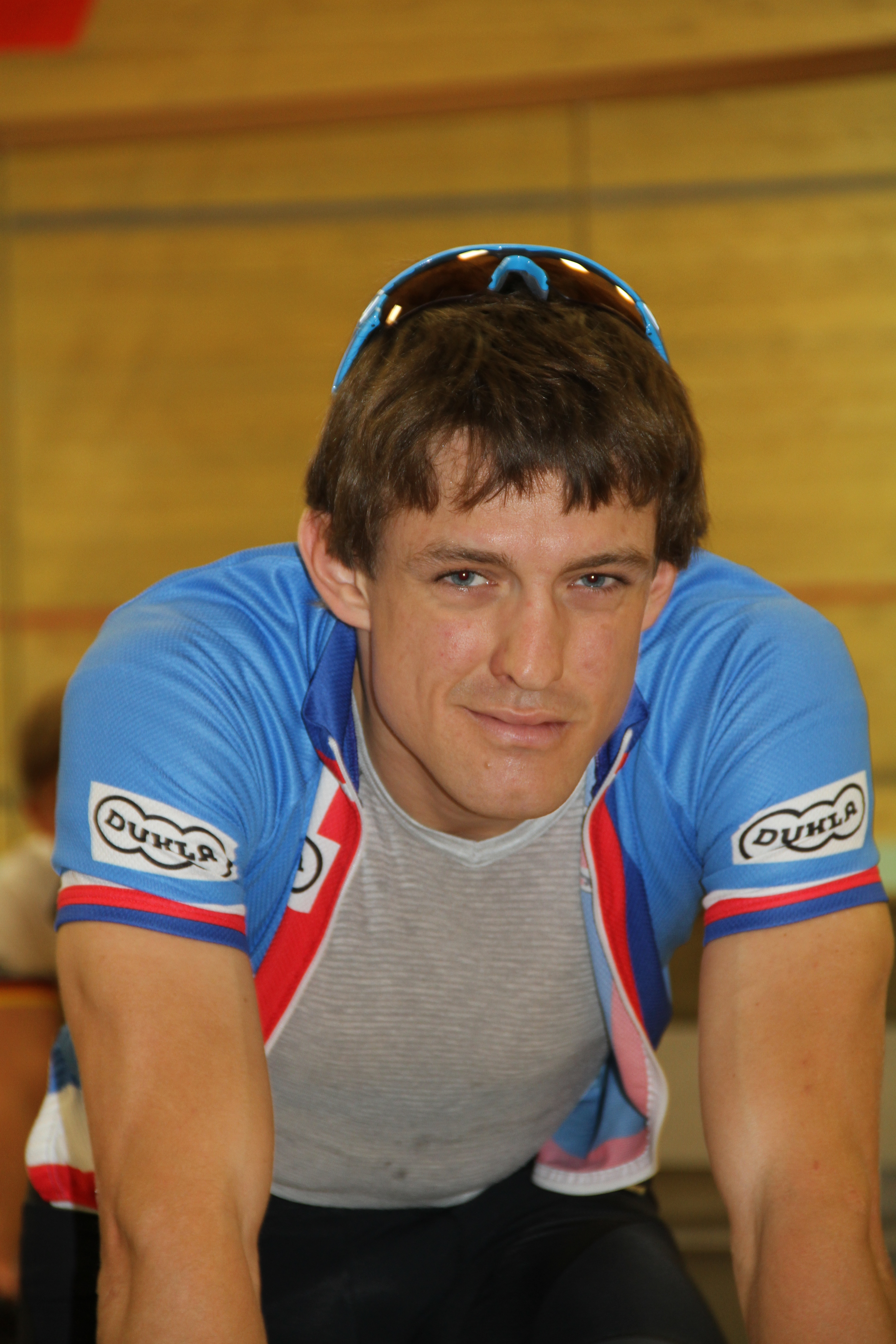
Vojtěch Hačecký (2015)

Vojtěch Hačecký (* 29. März 1987) ist ein ehemaliger tschechischer Radrennfahrer.
Auf der Bahn wurde Hačecký 2007, 2008 und 2013, tschechischer Meister im Punktefahren. Zusammen mit Jan Dostál wurde er 2009 U23-Europameister im Madison. In dieser Disziplin gewann er bei den Weltmeisterschaften 2014 zusammen mit Martin Bláha die Silbermedaille.
Auf der Straße wurde Hačecký 2009 Tschechischer U23-Meister im Einzelzeitfahren und gewann eine Etappe des Grand Prix Tell. Im Jahr 2012 gewann er eine Etappe der Azerbaïjan Tour und 2016 das Eintagesrennen Memorial Grundmanna Wizowskiego.

## Erfolge

### Bahn
2007
- Tschechischer Meister – Punktefahren
- UIV Cup – Zürich (mit Martin Hačecký)

2008
- Tschechischer Meister – Punktefahren
- UIV Cup – Fiorenzuola (mit Martin Hačecký)

2009
- Europameister – Madison (U23) mit Jan Dostál

2013
- Tschechischer Meister – Punktefahren

2014
- Weltmeisterschaft – Madison (mit Martin Bláha)

### Straße
2009
- Tschechischer Meister – Einzelzeitfahren (U23)
- eine Etappe Grand Prix Tell

2012
- eine Etappe Azerbaïjan Tour

2016
- Memorial Grundmanna Wizowskiego

2017
- Mannschaftszeitfahren Czech Cycling Tour

## Teams
- 2006 ASC Dukla Prag
- 2007 ASC Dukla Prag
- 2010 Atlas Personal
- 2011 ASC Dukla Prag
- 2012 ASC Dukla Prag
- 2013 ASC Dukla Prag
- 2014 Team Dukla Praha
- 2015 Team Dukla Praha
- 2016 Whirlpool-Author
- 2017 Elkov-Author Cycling Team
- 2018 Elkov-Author Cycling Team